# Clube Desportivo Nacional 2012-2013
Questa voce raccoglie le informazioni riguardanti il Clube Desportivo Nacional nelle competizioni ufficiali della stagione 2012-2013.

## Rosa
| N. |                       | Ruolo | Calciatore       |
| -- | --------------------- | ----- | ---------------- |
| 1  | Portogallo (bandiera) | P     | Ricardo Batista  |
| 2  | Portogallo (bandiera) | D     | João Aurélio     |
| 4  | Mozambico (bandiera)  | D     | Mexer            |
| 5  | Brasile (bandiera)    | D     | Marçal           |
| 6  | Portogallo (bandiera) | C     | Moreno           |
| 8  | Croazia (bandiera)    | C     | Dejan Školnik    |
| 9  | Angola (bandiera)     | A     | Mateus           |
| 10 | Brasile (bandiera)    | A     | Diego Barcelos   |
| 11 | Portogallo (bandiera) | A     | Candeias         |
| 12 | Brasile (bandiera)    | P     | Eduardo Gottardi |
| 14 | Brasile (bandiera)    | C     | Claudemir        |
| 15 | Portogallo (bandiera) | C     | Jota             |
| 17 | Portogallo (bandiera) | A     | Edgar Costa      |

| N. |                       | Ruolo | Calciatore       |
| -- | --------------------- | ----- | ---------------- |
| 19 | Venezuela (bandiera)  | A     | Mario Rondón     |
| 24 | Portogallo (bandiera) | P     | Rui Silva        |
| 27 | Egitto (bandiera)     | D     | Ali Ghazal       |
| 30 | Portogallo (bandiera) | D     | Miguel Rodrigues |
| 31 | Portogallo (bandiera) | D     | Nuno Campos      |
| 33 | Portogallo (bandiera) | D     | Diogo Coelho     |
| 34 | Uruguay (bandiera)    | D     | Emiliano García  |
| 44 | Brasile (bandiera)    | D     | Revson           |
|    | Capo Verde (bandiera) | A     | Djaniny          |
| 90 | Portogallo (bandiera) | A     | Bruno Moreira    |
| 91 | Brasile (bandiera)    | A     | Eliandro         |
| 99 | Senegal (bandiera)    | A     | Ladji Keita      |